# Steve Thompson (produttore)
Steve Thompson (New York, ...) è un produttore discografico e musicista statunitense, che ha lavorato per artisti quali Guns N' Roses, Metallica, Tesla, Madonna, John Lennon, Dokken e Korn.

## Carriera
Steve Thompson inizia a suonare la chitarra da giovane. Successivamente comincia una carriera di produttore per la Geffen Records. Nel 1987 si occupa del missaggio del celebre album Appetite for Destruction dei Guns N' Roses. Negli anni ha lavorato principalmente in coppia con il produttore Michael Barbiero. La loro collaborazione ha contribuito principalmente ai primi tre album dei Tesla.